# Antoine Massidda
Antoine Massidda (ur. 6 lipca 1990) – francuski zapaśnik walczący w stylu wolnym. Zajął osiemnaste miejsce na Uniwersjadzie w 2013, jako zawodnik L'École Nationale de Kinésithérapie et de REéducation (ENKRE) w Saint-Maurice. Drugi na akademickich MŚ w 2012. Mistrz Francji w 2012 roku.